# 테루 시마다
테루 시마다(Teru Shimada, 1905년 11월 17일 ~ 1988년 6월 19일)는 미국의 배우, 영화배우이다.
일본에서 태어났으며 엔시노에서 사망하였다. 포리스트 론 메모리얼 파크에 매장되었다.

## 영화
- 007 두번 산다 (1967년) - 미스터 오사토 역
- 뛰지말고 걸어라 (1966년)
- 0011 나폴레옹 솔로 - 지옥특파 (1966년)
- 배트맨 (1966년)
- 게이샤 보이 (1958년)
- 페리 메이슨 (1957년)
- 델리케이트 딜리퀀트 (1957년)
- 전송가 (1957년)
- 대나무집 (1955년)
- 더 스노우 크리처 (1954년)
- 원한의 도곡리 다리 (1954년)
- 우주 전쟁 (1953년)
- 도쿄 조 (1949년)
- 데이 멧 인 봄베이 (1941년)
- 오일 포 더 램프 오브 차이나 (1935년) - 테이어 하우스 오너 역